# Tacksägelseskål
"Tacksägelseskål" är en dikt av Anna Maria Lenngren från 1793. Den börjar: "Allting i världen ger orsak att dricka." Dikten ingår i Lenngrens diktsamling Samlade skaldeförsök vars första upplaga gavs ut 1819.